# Eduardo Carvalho
Eduardo Dos Reis Carvalho (Mirandela, 19 september 1982) – voetbalnaam Eduardo – is een voormalig Portugees profvoetballer die als doelman speelde. Hij verruilde medio 2019 Chelsea voor Braga. Daar sloot hij anno 2020 zijn profcarrière af.

## Clubcarrière
Eduardo dos Reis werd op 6 juli 2018 door Vitesse gepresenteerd als de negende aanwinst voor het seizoen 2018/19. De doelman was op dat moment 35 jaar en werd door de club uit Arnhem gehuurd van Chelsea voor een jaar. Hij kwam eerder uit voor onder meer Dinamo Zagreb, Benfica en Genoa.

## Interlandcarrière
In februari 2009 debuteerde hij in het Portugees voetbalelftal. Een jaar later fungeerde Euardo onder bondscoach Carlos Queiroz als eerste doelman op het wereldkampioenschap voetbal 2010 in Zuid-Afrika. Ook voor het wereldkampioenschap voetbal 2014 kreeg hij een oproep: Paulo Bento nam hem op in de definitieve WK-selectie. De Kroatische voetbalclub GNK Dinamo Zagreb maakte na de uitschakeling van Portugal op het wereldkampioenschap bekend dat de Portugees een contract van drie jaar had ondertekend met de Kroaten. Op verzoek van Eduardo maakte de Kroatische club het niet meteen bekend.
Eduardo werd samen met vier andere GNK Dinamo Zagreb-spelers (Gonçalo Santos, Paulo Machado, Ivo Pinto en Wilson Eduardo) door bondscoach Fernando Santos opgeroepen op 28 september 2014 voor de Portugese voorselectie voor een vriendschappelijke wedstrijd tegen Frankrijk en de EK-kwalificatiewedstrijd tegen Denemarken. Diezelfde bondscoach nam hem op 17 mei 2016 op in de Portugese selectie voor het Europees kampioenschap voetbal 2016 in Frankrijk. Zijn landgenoten en hij wonnen hier voor het eerst in de geschiedenis van Portugal een groot landentoernooi. Eduardo kwam tijdens het toernooi zelf niet in actie.

## Spelersstatistieken
| Seizoen         | Club                  | Land               | Competitie                 | Duels | Goals |
| --------------- | --------------------- | ------------------ | -------------------------- | ----- | ----- |
| 2006/07         | SC Braga              | Vlag van Portugal  | Primeira Liga              | 0     | 0     |
| 2006/07         | → SC Beira-Mar        | Vlag van Portugal  | Primeira Liga              | 15    | 0     |
| 2007/08         | → Vitória Setúbal     | Vlag van Portugal  | Primeira Liga              | 30    | 0     |
| 2008/09         | SC Braga              | Vlag van Portugal  | Primeira Liga              | 30    | 0     |
| 2009/10         | SC Braga              | Vlag van Portugal  | Primeira Liga              | 30    | 0     |
| 2010/11         | Genoa CFC             | Vlag van Italië    | Serie A                    | 37    | 0     |
| 2011/12         | → SL Benfica          | Vlag van Portugal  | Primeira Liga              | 1     | 0     |
| 2012/13         | → Istanbul Başakşehir | Vlag van Turkije   | Süper Lig                  | 33    | 0     |
| 2013/14         | → SC Braga            | Vlag van Portugal  | Primeira Liga              | 29    | 0     |
| 2014/15         | Dinamo Zagreb         | Vlag van Kroatië   | 1. Hrvatska Nogometna Liga | 34    | 0     |
| 2015/16         | Dinamo Zagreb         | Vlag van Kroatië   | 1. Hrvatska Nogometna Liga | 32    | 0     |
| 2016/17         | Chelsea FC            | Vlag van Engeland  | Premier League             | 0     | 0     |
| 2017/18         | Chelsea FC            | Vlag van Engeland  | Premier League             | 0     | 0     |
| 2018/19         | → Vitesse             | Vlag van Nederland | Eredivisie                 | 27    | 0     |
| 2019/20         | SC Braga              | Vlag van Portugal  | Primeira Liga              | 4     | 0     |
| Carrière totaal | Carrière totaal       | Carrière totaal    | Carrière totaal            | 302   | 0     |

## Erelijst
| Competitie         |        |                  |       |       |
| Competitie         | Aantal | Jaren            |       |       |
| Braga              | Braga  | Braga            | Braga | Braga |
| ------------------ | ------ | ---------------- | ----- | ----- |
| UEFA Intertoto Cup | 1x     | 2008             |       |       |
| Vitória de Setúbal |        |                  |       |       |
| Taça da Liga       | 1x     | 2007/08          |       |       |
| Benfica            |        |                  |       |       |
| Taça da Liga       | 1x     | 2011/12          |       |       |
| Dinamo Zagreb      |        |                  |       |       |
| Kampioen 1. HNL    | 2x     | 2014/15, 2015/16 |       |       |
| Beker van Kroatië  | 2x     | 2014/15, 2015/16 |       |       |
| Portugal           |        |                  |       |       |
| Europees kampioen  | 1x     | 2016             |       |       |